# R-Studio
R-Studio es un conjunto de utilidades de recuperación de datos completamente funcional. Incluye versiones tanto de Windows OS y de Mac OS Linux. Puede recuperar datos de discos duros (HDD), unidades de estado sólido (SSD), memoria flash, y otros dispositivos de almacenamiento de datos internos y externos. Los programas están pensados para especialistas en la recuperación de datos, pero los profesionales de las TI y los usuarios de ordenador normales pueden utilizarlos también para recuperar por sí mismos los archivos perdidos.
El programa simplificado R-Undelete, que se basa en el kernel de R-Studio, está desarrollado y liberado para usuarios no profesionales. Funciona solo bajo Windows, tiene una interfaz simplificada y un editor hexadecimal, sin recuperación de datos RAID o de red. Se ofrece una utilidad gratuita, R-Undelete, para los usuarios domésticos, que puede recuperar archivos del sistema FAT/exFAT, principalmente usado en memorias flash USB y tarjetas SD en fotos digitales y cámaras de vídeo.

## Operaciones básicas
El programa usa dos métodos para la recuperación de datos:
1. Análisis de datos de discos para encontrar información sobre el sistema de archivos existente y previo. Los archivos se recuperan según dicha información. Si es correcta, este método puede recuperar no solamente los archivos, sino también la estructura de carpetas en los discos, incluidos los sellos de tiempo.
2. Búsqueda de archivos usando la signatura de archivos, que son los típicos patrones de byte de ciertos tipos de archivos, por ejemplo, para archivos .jpg o .doc. Se usa este método cuando la información sobre los sistemas de archivos está muy dañada y no puede utilizarse el primer método. Solo se pueden recuperar los contenidos del archivo usando este método; la información sobre nombres de archivo, estructuras de carpetas y sellos de tiempo se pierden.